# Vaihingen (Adelsgeschlecht)

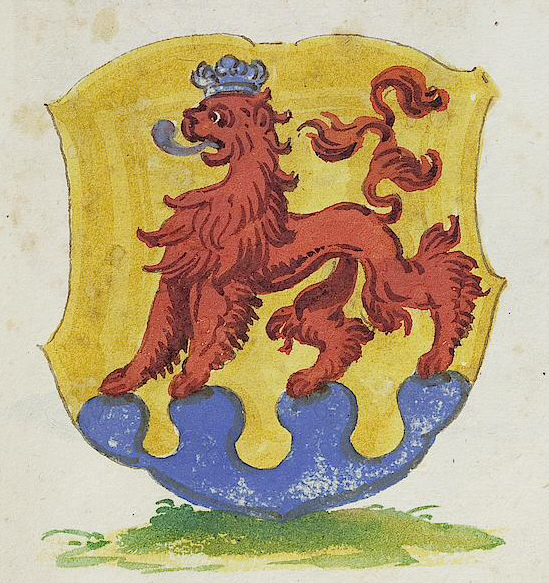
Wappen der Calwer Linie der Grafen von Vaihingen

Als Grafen von Vaihingen firmierten zwei Seitenlinien schwäbischer Adelsgeschlechter, die zum einen von den Grafen von Urach, zum anderen von den Grafen von Calw abstammten und sich nach der jeweiligen Inbesitznahme der Grafschaft nach der „Burg Vehingen“ in Vaihingen an der Enz im Landkreis Ludwigsburg umbenannten.

## Geschichte
Die ersten Grafen, die sich nach Vaihingen benannten, stammen von einem ursprünglich um Würzburg und an der Saale ansässigen fränkischen Adelsgeschlecht mit Leitnamen Egino ab, das im hohen Mittelalter seinen Besitz durch den Erwerb von Urach und Achalm vergrößern konnte und von dem auch die Grafen von Urach abstammen. Durch Heirat bekamen die Eginonen den zuvor von einem Graf Walaho und einer Reihe von Adalberten regierten Enzgau mit dem Dorf Vaihingen in die Hand. Nachdem ein Graf Gottfried von Calw deren Erbtochter geheiratet hatte, benannte er sich zur Unterscheidung von seinen Brüdern um und begründete damit die jüngere Linie der Vaihinger Grafen als „Gottfried von Vaihingen“.
Über die Heirat Konrads II. von Vaihingen (1210/20–1271/75) mit Agnes, Erbtochter von Belrein von Eselsberg, erwarben die Vaihinger auch die Herrschaft der um 1253 im Mannesstamm ausgestorbenen Herren von Eselsberg mit Hohenhaslach, Horrheim, Ensingen und weiteren Gütern. Sie nahmen ihre Grablege im von den Eselsbergern gegründeten Kloster Rechentshofen. Bereits Konrad II. war hoch verschuldet, was letztlich zum wirtschaftlichen Niedergang des Geschlechts führte, das sukzessive seine Besitztümer verpfänden und verkaufen musste. Sein Sohn Konrad III. stand im langjährigen Konflikt mit den Grafen Hartmann III. von Grüningen und Eberhard I. von Württemberg auf Seiten König Rudolfs. Konrad IV. heiratete Elisabeth von Schlüsselberg, die Aussicht auf ein reiches Erbe hatte. Konrad IV. konnte ihre Ansprüche aber vor dem Reichsgericht nicht durchsetzen. So musste er aus wirtschaftlichen Gründen Burg und Stadt Vaihingen veräußern und seinen Sitz künftig auf der Burg Eselsberg nehmen.
Heinrich von Vaihingen, der spätestens 1364 kinderlos starb, vermachte 1356 zu Lebzeiten seines Vaters Konrad V. sein künftiges Erbe an den als Oheim bezeichneten Grafen Eberhard II. von Württemberg. Dieser verglich sich 1364 mit Heinrichs Schwester „Mechthild von Zollern-Eselsberg“, da sie berechtigte Ansprüche auf den Eselsberger Teil des väterlichen Erbes geltend machen konnte.
Die Schenkungsurkunde Heinrichs von 1356 wirft verschiedene Fragen auf, da sie in Stuttgart aufgesetzt wurde und entgegen den sonstigen damaligen Gepflogenheiten einzig von Heinrich von Vaihingen, aber von keinen Zeugen gesiegelt ist. Die Gründe für die Hinwendung zu Stuttgart, gegen das man zwei Generationen zuvor noch zu Felde gezogen war, sind unbekannt. In der Schenkungsurkunde werden außerdem Horrheim und Hohenhaslach als Städte genannt, obwohl für beide Orte keine Verleihung des Stadtrechts bekannt ist.

## Urkundliche Erwähnungen der älteren Linie

### Eppo und Adalbert von Vaihingen
- 1109: Die Richter „Eppo et Adalbertus de Veingen“ bezeugen in Odenheim den Eintritt von Konrad von Mörlheim als Mönch in das Kloster Hirsau, nachdem er Güter an genannten Orten dahin gestiftet hat.[3]

### Graf Egino von Vaihingen
- 14. Oktober 1139: Graf „Egeno de Veingen“ tritt in Grüningen als Zeuge für König Konrad III. auf, der die Kirche in Denkendorf in seinen Schutz stellt und dieselbe ermächtigt, sich ihren Vogt nach eigener Wahl zu bestellen.[4]
- 21. Juli 1146: Graf „Egeno de Vehingen“ ist Zeuge in Ulm, als König Konrad III. das Stift Interlaken in seinen Schutz nimmt.[5]

- 1147: Bischof Günther von Speyer kauft für das Kloster Maulbronn die Kirche in Löchgau. Graf „Egeno de Veingen“ ist erstgenannter Zeuge.[6]

- Zwischen 1148 und 1157: Graf „Egonis von Vaihingen“ und seine Gemahlin Cunigunde stiften dem ersten Abt Diether in das Kloster Maulbronn Güter zu Weissach.[7]

- 1. August 1152: Graf „Egino de Fehinge“ ist Zeuge in Ulm, als König Friedrich I. die Konsuln von Chiavenna mit der Grafschaft Chiavenna belehnt.[8]
- 19. August 1152: „Egino comes de Vehingen“ ist Zeuge in Speyer, als König Friedrich I. dem Kloster Schwarzach einen umstrittenen Hof zuspricht.[9]
- 3. Februar 1154: „Egeno comes de Vehingen“ ist Zeuge in Bamberg, als König Friedrich I. die Abtei Niederaltaich dem Bischof von Bamberg unterstellt.[10]
- 8. Januar 1156: Kaiser Friedrich I. nimmt das Kloster Maulbronn in seinen unmittelbaren Schutz und sichert ihm die Rechte, die ihm durch die Päpste Innozenz II. und Eugen III. verliehen worden sind. Unter den Zeugen ist Graf „Hegeno de Vehingen“.[11]

- 1158: Bischof Günther von Speyer übergibt dem Kloster Maulbronn ein Gut zu Hohenscheid. Unter den Zeugen ist Graf „Egeno de Vehingen“.[12]
- 1160: Bischof Günther von Speyer bestätigt die Erwerbung des Gutes Frechstatt am Rhein durch das Kloster Maulbronn. Das Gut hatte dem Grafen „Egeno de Vehingen“ gehört und war dann durch Einheirat in Egenos Familie an den Freien Burkhard gelangt.[13]
- 1. Juni 1175: Zu den Gästen Herzog Welfs VI. am Pfingstfest auf dem Gunzenlee bei Mering gehört „Egino comes de Vainga“.[14]

## Urkundliche Erwähnungen der jüngeren Linie

### Graf Gottfried von Vaihingen
- 8. Februar 1189: König Heinrich VI. bestätigt in Andernach einen Vertrag zwischen dem Erzbischof Philipp von Köln und seinem Getreuen Heinrich von Bürresheim, den u. a. Graf „Godefridus de Veingen“ bezeugt.[15]

- 18. April 1189: König Heinrich VI. verfasst in Vaihingen ein Schreiben an Papst Clemens.[16]

- 24. August 1192: Kaiser Heinrich VI. bestätigt in Weisenau bei Mainz der Abtei Echternach ihre Rechte und Freiheiten, wie sie diese bisher besessen habe, und bestimmt, dass sie unter Befreiung von jedem, auch dem königlichen Dienst im Schutz des Reiches bleiben und niemals dem Reiche entfremdet werden soll. Unter den Zeugen ist Graf „Godefridus de Veingen“.[17]

- 28. Januar 1194: Kaiser Heinrich VI. bestätigt in Würzburg die Schenkung der Burg und des Dorfes Iptingen samt der Kirche und Gütern zu Wiernsheim, Henkelberg und Wurmberg durch den Edelfreien Ulrich an das Kloster Maulbronn. Graf „Godefridus de Veingen“ ist Zeuge.[18]

- 1196: Philipp, Herzog der Toskana „restituirt“ in Gonzaga dem Abt des Klosters zu Polirone Besitzungen. Graf „Godefridus de Veingen“ ist erstgenannter Zeuge.[19] Am 3. Mai 1196 ist Graf Gottfried in Arezzo erneut erstgenannter Zeuge für Herzog Philipp.[20]

- 30. Juli 1197: Graf „Godefridus de Veingen“ bezeugt in Schweinhausen, dass Herzog Philipp von Schwaben und seine Gemahlin Erina dem Kloster Weißenau die Kapelle zur Heiligen Christina bei Ravensburg schenken.[21]

- 25. September 1197: Herzog Philipp „investirt“ in Gegenwart des Gebhard de Roup (Völs), Warmund von Rasen, Bertold, Arnold de Livo und Jacob von Kaltern den Grafen Gottfried in Bozen mit Berta, der Tochter Balduins von Firmian.[22]

- 29. Juni 1198: König Philipp beurkundet den mit König Philipp von Frankreich eingegangenen Freundschaftsbund, dergestalt dass dieser ihm helfen will gegen König Richard von England, dessen Neffen Otto von Poitou, der als Gegenkönig auftritt, gegen Graf Balduin von Flandern und den Erzbischof Adolf von Köln. „Gotfr. von Vaihingen“ bezeugt diesen Pakt.[23]

- 18. Februar 1199: König Philipp bestätigt Friedrich und Otto von Borgo San Donino wegen deren Treue gegenüber seinem Vater und seinem Bruder in Speyer das Lehen, welches ihnen sein Vater gemäß dessen Privileg vom 27. Dezember 1174 erteilt hatte. Graf „Godefridus de Veingen“ ist Zeuge.[24]

- 1232: Gottfried von Vaihingen, Konrad (I.), sein Sohn, und Gottfried, seines Bruders Sohn, Grafen von Calw, überlassen die Güter zu Öwisheim, welche Rudolf von Kislau von ihnen und sie von dem Bischof Beringer in Speyer zu Lehen getragen, an den Konvent in Maulbronn. Unter den Zeugen sind die Edelfreien Heinrich von Roßwag und Belrein von Eselsberg.[25]

### Graf Konrad I. von Vaihingen
- 1232: Graf Konrad I. von Vaihingen urkundet zusammen mit seinem Vater Gottfried von Vaihingen und seinem Vetter Gottfried von Calw.[26]

- 3. November 1239: Graf Konrad I. von Vaihingen, Patron, und sein Sohn Johannes, Rektor der dortigen Kirche, beurkunden die Güterstiftung der Begine Betta (von Pulverdingen) am Altar des heiligen Stephans in der Marienkapelle der Stadt Vaihingen.[27]

- April 1255: Graf Konrad I. von Vaihingen erneuert in seinem und aller seiner Erben Namen das von seinem Vater Graf Gottfried dem Kloster Herrenalb erteilte, der Urkunde wörtlich einverleibte Privilegium in Betreff seiner Besitzungen zu Dietenhausen sowie die sonstigen Gnadenbezeugungen desselben für das Kloster.[28]

- 23. April 1255: Vogt Berthold von Stein verkauft an Priorin und Konvent von Kloster Rechentshofen alle seine Güter und Rechte in Dorf und Mark Haslach, seine Eigenleute ausgenommen, samt dem dortigen Kirchenpatronat um 400 Pfund Heller.[29]

- 23. Februar 1257: Graf Konrad I. von Vaihingen († vor 1263) überträgt das seitherige Lehengut Krafts von Gräfenhausen (Birkenfeld) in Dietenhausen auf dessen Bitten dem Kloster Herrenalb als freies Eigentum unter Vorbehalt des Wiedereinlösungsrechts für den Lehensmann binnen Jahresfrist.[30]

### Graf Konrad II. von Vaihingen
- September 1262: Infolge von Beschädigung des Hofes des Speyrer Kapitels zu Horrheim durch den Ritter Konrad von Meimsheim verpflichtet sich der Graf [Konrad II.] von Vaihingen, das Kapitel in seinen Rechten und Privilegien daselbst weder selbst noch durch andere zu beeinträchtigen und anerkennt noch außerdem dessen Zehentrecht in Gündelbach.[31]

- Oktober 1262: Graf Konrad II. von Vaihingen verpflichtet sich durch einen körperlichen Eid, den Propst der Domkirche zu Speyer und Rektor der Kirche in Horrheim an den Rechten und Freiheiten seiner Kirche und deren Zugehörden nicht zu beeinträchtigen oder beeinträchtigen zu lassen.[32]

- 18. Februar 1263: Graf Konrad II. von Vaihingen übergibt auf Bitte seines Lehensmannes Ulrich von Stein das Dörfchen Neusatz als freies Eigentum an das Kloster Herrenalb.[33]

- 30. Juni 1265: Graf Konrad II. von Vaihingen überträgt die ihm erblich zustehende, von ihm den Gebrüdern Heinrich und Konrad von Enzberg verpfändete Hälfte des großen Zehenten in Vaihingen in Gemeinschaft mit denselben der Priorin und dem Konvent der Reuerinnen in Pforzheim als Eigentum.[34]

- 26. Oktober 1265: Der Dekan Gottfried von Vaihingen verpflichtet sich und seine Nachfolger, „nachdem Graf Konrad [II.] von Vaihingen seinen Teil an dem Zehenten zu Vaihingen den Schwestern des Ordens der Reuerinnen in Pforzheim übertragen [hat], was seine Vorgänger von dem Widdum seiner Kirche an den Grafen entrichtet, künftighin an die gedachten Schwestern zu erlegen“.[35]

- 2. September 1266: Graf Konrad von Vaihingen bestätigt den von seinen Dienstmannen Heinrich und Berthold von Kirchheim, Söhnen des Ritters Konrad von Kirchheim, geschehenen Verkauf eines Gartens nebst einer Hofstatt beim dortigen Kloster an das letztere.[36]

- 1. Juli 1269: Graf Konrad II. von Vaihingen und das Kloster Herrenalb vergleichen sich wegen der beiden Teilen zur Hälfte gehörigen Mühle zu Maisenbach in der Weise, dass das Kloster dieselbe dem Grafen ganz überlässt, dieser dagegen ihm verstattet, die zerstörte Mühle am Fuße des Berges Rotensol als Bannmühle für Rothensol und Neusatz wieder aufzubauen, und gegen das Versprechen der Bezahlung von 10 Pfund Heller an Epiphaniä auf all sein Recht an diese Dörfer verzichtet.[37]

- April 1271: Graf Konrad II. von Vaihingen vidimiert dem Kloster Herrenalb die undatierte Urkunde seines verstorbenen Vaters[38] betreffend die Freiung des Hofs Dietenhausen sowie eine Stiftung von Lichtern und Wachskerzen in die Kirche des Klosters, und bestätigt für sich und alle seine Erben die Freiheit des Hofs, die Schenkung von Gülten in Arnbach und alle anderen Vergabungen seines Vaters an das genannte Kloster.[39]

- 30. August 1271: Die Brüder Wolf von Nufringen, Ulrich von Nufringen, Hugo von Nufringen, Heinrich von Nufringen und Sigmund von Nufringen genannt Siler verkaufen der Kirche zu Sindelfingen durch die Hand Graf Rudolfs von Tübingen ihren Hof oder ihr Gut in Altingen mit aller Zugehörde, ausgenommen die Burg, frei von jeglichem Vogtrecht, um 80 Pfund Heller. Siegler sind die Grafen Rudolf von Tübingen, Ulrich von Asperg und Konrad II. von Vaihingen. Zeugen: Ortwin von Waldeck, Werner von Gärtringen, Heinrich von Hailfingen, Friedrich von Wilen, Otto von Brande, Dietrich der Schultheiß von Herrenberg, Ludwig der Schultheiß von Sindelfingen sowie Konrad von Wurmlingen, der Kanoniker.[40]

- 7. November 1271: Graf Konrad II. von Vaihingen dankt dem Bischof Berthold, dem Propst … und Kapitel zu Würzburg, dass sie dem Kloster Steinheim die Vogtei daselbst überlassen haben, und überträgt ihnen zum Ersatz das Dorf Glattbach bei Vaihingen und einen Hof in Vaihingen.[41]

- 11. November 1271: Graf Konrad II. von Vaihingen übergibt der Priorin und dem Konvent von Steinheim die von ihm um 200 Pfund Heller an sie verkaufte Vogtei in Steinheim, Sigebotsbuch und Lehrhof unter der Burg.[42]

- 16. November 1271: Bischof Berthold von Würzburg überträgt mit Zustimmung seines Domkapitels der Priorin und dem Konvent von Steinheim das Eigentumsrecht der Vogtei zu Steinheim, Sigebotsbuch und Lehrhof, nachdem Graf Konrad II. von Vaihingen, der damit von der Würzburger Kirche belehnt war, dieser zum Ersatz dafür sein Dorf Glattbach bei Vaihingen und einen Hof zu Weihingen überlassen hat.[43]

- 28. Januar 1275: Bischof Berthold von Würzburg überträgt die Vogtei zu Steinheim, Sigebotsbuch und Lehrhof, Lehen vom Bistum Würzburg, welchem Graf Konrad II. von Vaihingen († um 1276) dafür seinen Ort Glattbach und seinen Hof Weihingen zu Lehen aufgetragen hatte, an das Kloster Steinheim.[44]

### Graf Konrad III. von Vaihingen

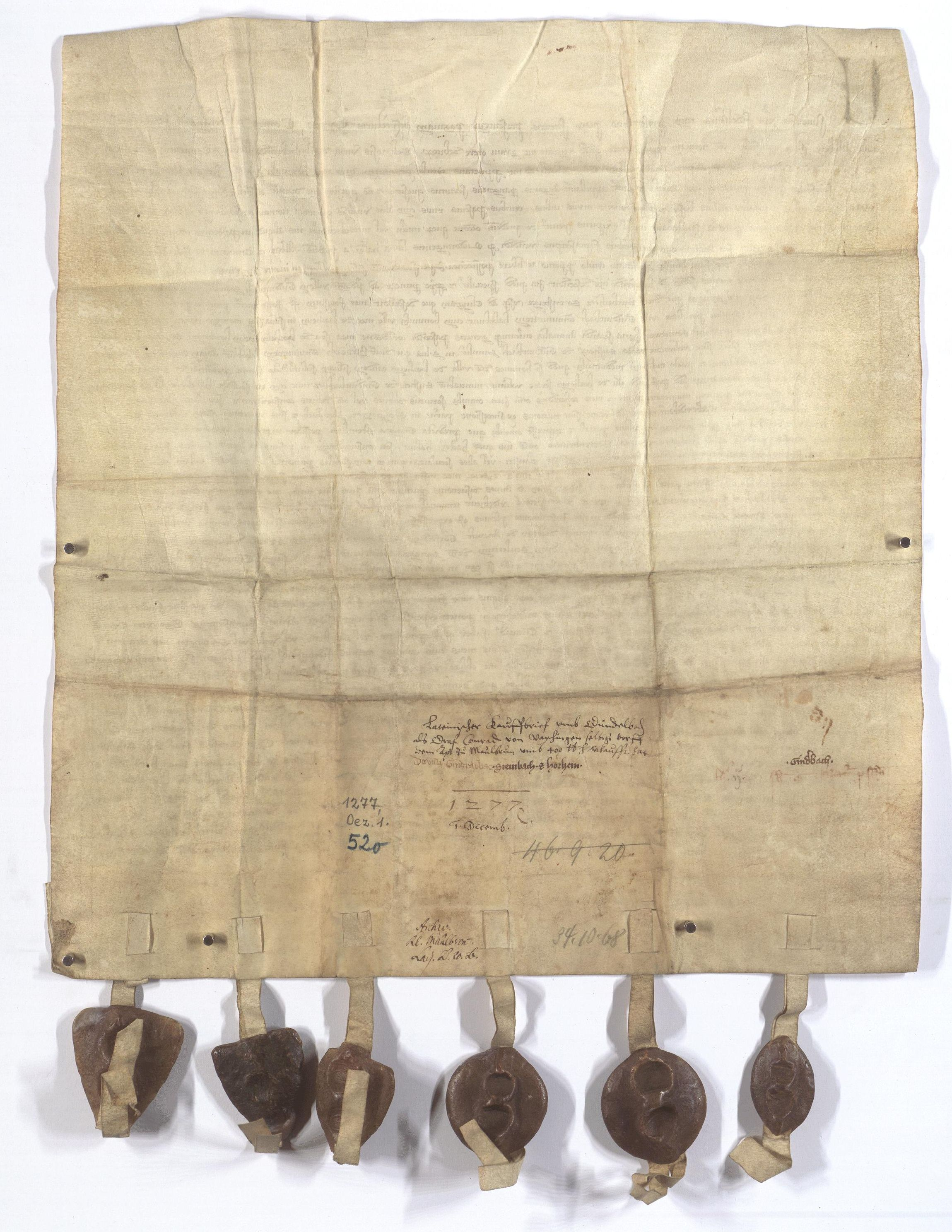
Urkunde vom 1. Dezember 1277

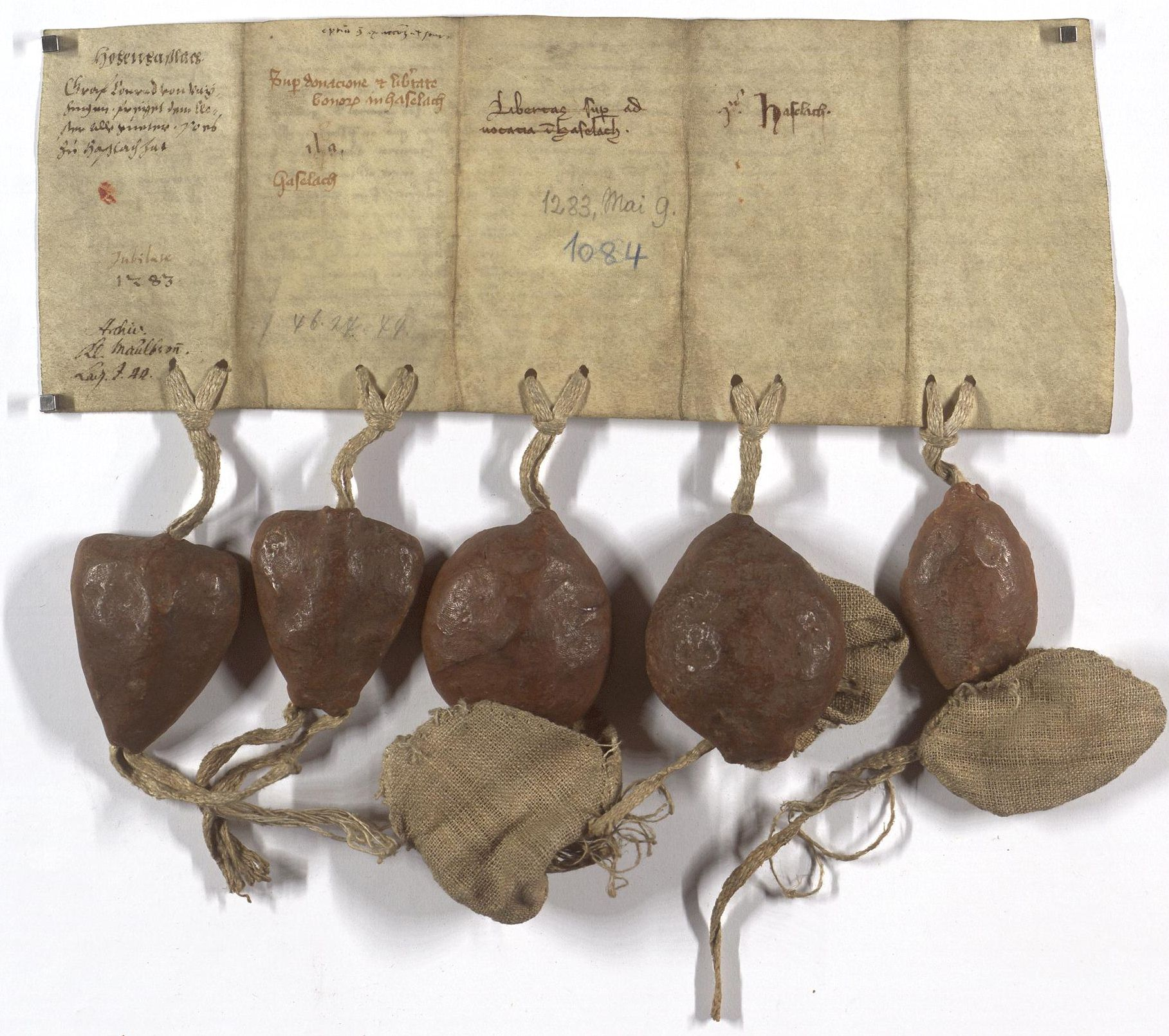
Urkunde vom 9. Mai 1283

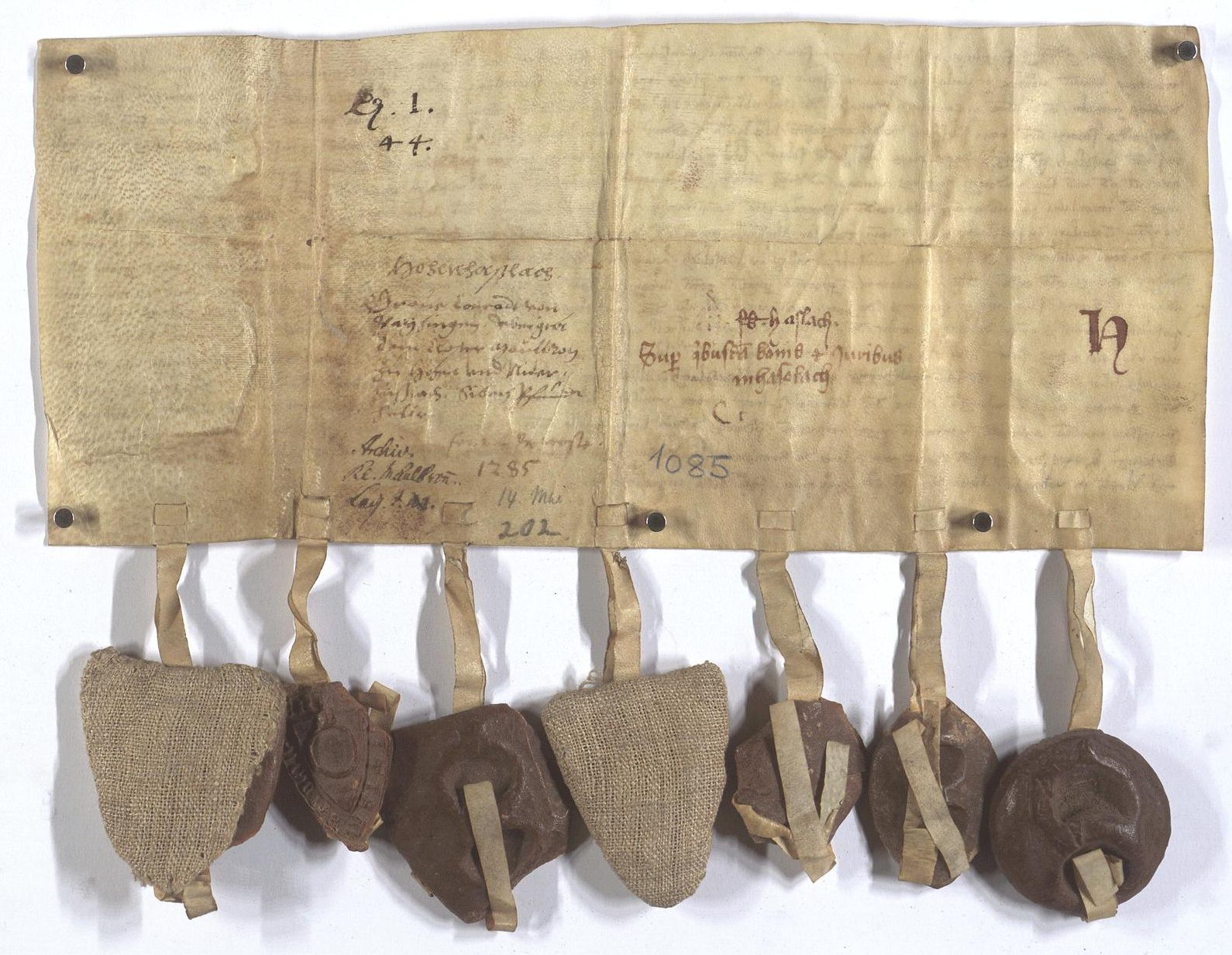
Urkunde vom 14. Mai 1285

- 1. Dezember 1277: Urkunde vom 1. Dezember 1277 Graf Konrad III. von Vaihingen, verheiratet mit Agnes von Asperg, verkauft um seiner Schulden willen an Abt Hildebrand und Konvent von Maulbronn sein Dorf Gündelbach mit aller Zugehörde um 400 Pfund Heller, verzichtet auf alle Rechte an die Vogtei des klösterlichen Bauhofs Steinbach und verpflichtet sich seine noch minderjährigen Geschwister zu demselben Verzicht auf alle ihre etwaigen Rechte an Gündelbach und den Hof Steinbach zu bewegen, wie er selbst, seine Mutter und sein Bruder der Speyrer Chorherr Gottfried ihn geleistet haben.[45][46]

- 23. Juni 1279: Werner von Rossewac und seine Frau Elisabet verkaufen den Gebrüdern Werner und Werner Hopfin, Bürgern in Pforzheim, ihren Zehnten in Vaihingen um 100 Pfund Heller, indem sie ihnen denselben auf offener Kaiserstraße resignieren; dazu erklärt Elisabet noch besonders, dass sie den Käufern eidlich versprochen habe, sie weder vor geistlichem noch vor weltlichem Gericht wegen dieses Zehnten belangen zu wollen. Die Zeugen sind: Dietherus miles de Lomershain, Hainricus miles de Hohinnievern, Gerlachus miles dictus pincerna de Illingen, Ůlricus de Sternvels, Růdolfus iunior de Rossewac, Reinhardus et Otto fratres de Rossewac, Dietherus de Illingen, Albertus scultetus dictus Kaltysen de Vaihingen, Cůnradus Bernhuser, Dietmarus et Marquardus fratres, Cůnradus faber dictus de Nuzdorf, Hainricus de Durlach et Guntherus cives in Pforzhain. Siegler sind Graf Konrad III. von Vaihingen, Konrad der Ältere von Lomersheim, Ritter Swaneger von Remchingen und der Aussteller.[47]

- 1279: Der Freie Ulrich von Magenheim verkauft dem Kloster Bebenhausen mit Zustimmung des Lehensherrn, Grafen Konrad III. von Vaihingen, und aller seiner Erben die Fischenz im Neckar bei Beihingen um 55 Pfund Heller. Die Siegler sind der Graf von Vaihingen, der Vater des Ausstellers und dieser selbst.[48]

- 11. Mai 1279: Konrad Körnlin, genannt von Schmiedelfeld schenkt dem Abt und Konvent von Lorch alle seine Güter in Buthenkain bei Haselach mit Zugehörden auch an Weinbergen, ausgenommen die Burg in Bietigheim mit zugehörigen Eigenleuten und die Fischenz. Dagegen haben ihm Abt und Konvent, so lange er lebt, 2 Fuder Wein Speyrer Maßes, 20 Malter Spelz, 20 Malter Haber und 8 Pfund Heller jährlich zu geben und nach seinem Tode, wenn seine Frau ihn überlebt, dieser innerhalb 8 Tagen 10 Pfund Heller zu bezahlen; ferner haben sie ihm ein Begräbnis im Kloster zu gewähren. An seiner Jahrzeit soll ihnen alljährlich 1 Pfund Heller für Fische und jedem Konventualen 1 Maß Wein zugegeben werden. Siegler sind Graf Konrad III. von Vaihingen und der Aussteller, Abt und Konvent von Lorch.[49]

- 23. April 1281: Graf Konrad III. von Vaihingen überlässt nach Anhörung seiner Ratgebern und mit Einwilligung seiner Mutter dem Katharinenspital zu Esslingen das Vogtrecht von den 16 Morgen Weinberg in Horrheim und Haslach, soweit sie der Spital selbst baut, ferner von 4 Morgen Wiesen, Haus, Kelter und Garten in Haslach, die dem Spital gehören, gegen Bezahlung von 30 Pfund Heller; soweit jedoch die Weinberge an Bauleute verliehen sind, sollen diese für ihren Teil das Vogtrecht zur Verfallzeit entrichten. Der Graf freit in gleicher Weise zum Dank für ein ihm seitens des Spitals gewährtes Darlehen von 10 Pfund Heller alle Güter, die dem Spital fernerhin geschenkt werden, doch mit der Einschränkung, dass nach der Heimzahlung der Schuldsumme dieses Privilegium hinfällig wird. Zeugen: Marquart der Schultheiß von Esslingen, Ruprecht, Conrat sein Bruder, Hainrich Stainbis, Sifrid von Dúrnkain, Richter in Esslingen, Hainrich Spiegel, Albrecht Kaltisen, Diemar, Ludwig von Grüningen, Cunz Bernhuser und Cůnrat Folbi{u}n burger aus Vaihingen, Cuůnrat Ziegelman, Hainrich der Sohn des Schultheißenvon Haselach, … dictus Shutvel, Wecangel von Horhain. Siegler sind der Aussteller, der Graf von Asperg, der Dekan von Esslingen, die Stadt Esslingen.[50]

- 24. April 1281: Schultheiß und Richter von Esslingen beurkunden, dass der gefangene Graf Konrad III. von Vaihingen seine Rechte auf Gütern in Haslach und Horrheim auf seine Mutter übertragen hat.[51]

- 6. Dezember 1282: Graf Konrad III. von Vaihingen verkauft die Vogtei zu Dätzingen und die Güter daselbst sowie in Ostelsheim, welche die Brüder Balsan und Friedrich, die Söhne weiland Ritter Friedrichs von Dätzingen, von ihm zu Lehen getragen haben, dem Komtur und den Brüdern des Johanniterspitals zu Dätzingen um 11 Pfund Heller und leistet Währschaft für die Zustimmung seines Bruders Heinrich zu diesem Verkauf, sobald derselbe mündig geworden ist.[52]

- 9. Mai 1283: Urkunde vom 9. Mai 1283 Graf Konrad III. von Vaihingen freit die Güter des Klosters Maulbronn in Hohen- und Niederhaslach vom Vogtrecht.[29][53]

- 25. Oktober 1283: Graf Konrad III. von Vaihingen siegelt auf der Nippenburg zusammen mit dem niederschwäbischen Reichslandvogt Graf Albrecht II. von Hohenberg, Graf Eberhard I. von Württemberg, und dem Propst Dietrich von Beutelsbach einen Erbvergleich der Herren von Nippenburg und der Herren von Enzberg um die Burg Kapfenhart bei Weissach, den zudem zahlreiche Geistliche, Edelfreie und Ministeriale bezeugten.[54]

- 13. Februar 1284: Graf Konrad III. von Vaihingen verpfändet mit Zustimmung seiner Geschwister Heinrich und Adelheid an die Äbtissin und den Konvent von Rechentshofen seine beiden Dörfer Hohen- und Nieder-Haslach um 35 Pfund Heller mit der Bestimmung, dass das Kloster von den Einkünften der Dörfer erst dann befriedigt werden soll, wenn die 300 Pfund Heller, um welche die Dörfer dem Kloster Maulbronn verpfändet sind, ganz abgetragen sind. Die Siegler sind der Aussteller, Ritter Hermann von Sachsenheim, sowie Äbtissin Ber[chtrade] und Konvent von Rechentshofen, die bekennen, dass sie das Beholzungsrecht in dem Wald des Dorfs Haslach nur für 6 Jahre haben.[55][56][57]

- 14. Mai 1285: Urkunde vom 14. Mai 1285 Graf Konrad III. von Vaihingen übergibt dem Kloster Maulbronn Güter und Rechte in Hohen- und Nieder-Haslach.[29]

- 13. Februar 1284: Konrad III. von Gottes Gnaden Graf von Vaihingen schenkt um seines Vaters Konrad und seiner andern Vorfahren Seelenheils willen mit Zustimmung seiner Mutter Agnes, seiner Geschwister Heinrich und Adelheid und seiner übrigen Erben dem Marienkloster in Rechentshofen 200 Morgen Wald, genannt Hart comitis, beim Kloster, wogegen die Nonnen auf ihr Beholzungsrecht im Gemeindewald von Haslach durchaus verzichten mit einziger Ausnahme der Befugnis, für ihre Weinberge in Haslacher Mark Pfähle in dem Teil des Gemeindewalds zu gewinnen, in dem auch die Bauern Holz zu fällen gesonnen sind. Andere Rechte und Freiheiten, die das Kloster in Haslach genießt, werden davon nicht berührt. Zeugen: Pater Sifridus, der Abt von Maulbronn sowie Bruder Thomas und Bruder Ulrich, genannt Sicheler, Walther aus Haselach, Hermann aus Sachsenhein, Friedrich von Gomaringen, Hermann und Friedrich, die Söhne des Hermanni von Sachsenhein, Conrad Faber, Albertus Caltisen, Dietmar aus Vaihingen. Die Siegler sind der Aussteller, der Abt von Maulbronn, die Äbtissin von Rechentshofen, die Ritter Erkinger der Ältere von Magenheim, Ulrich von Branburg, Hermann von Sachsenheim und Dieter von Lomersheim.[58]

- 12. März 1286: Konrad III. von Gottes Gnaden Graf von Vaihingen verkauft dem Kloster Rechentshofen mit Zustimmung seiner Mutter Agnes und seiner Geschwister Heinrich und Adelheid den ganzen Rest des Walds Grafenhart um 38 Pfund Heller. Zeugen sind: der Pastor aus Vaihingen Al(bert), der Pastor aus Haselach Wal(ther), der Vikar aus Horhein H(ermann), Ludwig von Wihingen, C(onrad) von Ingersheim, Ber(toldus) aus Maulbronn, Albertus Scultetus in Horhein, … genannt Sporlin, … genannt Wetengil, Wolframus faber, H. de Ungaria, Erkinbertus, … genannt Schamphier iurati in Horhein. Die Siegler sind der Aussteller, der Abt von Maulbronn, die Äbtissin von Rechentshofen, die Ritter Herr Erkinger der Ältere von Magenheim, Herr Ulrich von Bromberg, Hermann von Sachsenheim, Diether von Lomersheim.[59]

- 13. Dezember 1286: Berthold, Ulrich, Konrad und Volmar von Bromberg verkaufen an das Kloster Maulbronn 8 Ohm von der Weinbede in Gündelbach, in demselben Recht, wie ihr Vater und sie dieselbe seither empfangen haben, um 26 Pfund 5 Schilling Heller. Die Siegler sind Graf Konrad von Vaihingen, Erkinger der Ältere von Magenheim und die Aussteller. Ausgestellt in Maulbronn.[45]

- 19. Januar 1287: Der Pfarrer Walther von Haslach vermacht dem Kloster Rechentshofen 4 Morgen Weinberg in Haslach mit der Bedingung, dass nach seinem Tod jährlich von dem Wein seiner Mutter 5 Ohm und der früheren Priorin 1 Ohm gereicht werde. Die Siegler sind Graf Konrad III. von Vaihingen und der Aussteller.[60]

- 1. Mai 1287: Graf Konrad III. von Vaihingen beurkundet, dass sein Getreuer Eber(hard) genannt Stampf von Söllingen in seine Hand den Teil des Zehnten in Hochdorf, den er von ihm zu Lehen gehabt und an Wernher Hopfo weiterverliehen hatte, aufgelassen hat und eignet denselben auf Bitten der beiden dem Kloster Herrenalb aus Verehrung der Jungfrau Maria und zu seinem und seiner Eltern, der Wohlthäter des Klosters, Seelenheil. Siegler ist der Aussteller, unter dessen Siegel die eines eigenen entbehrenden Lehensleute ihre Übereinstimmung kundgeben.[61]

- 1. August 1287: Konrad und Volmar von Bromberg verkaufen dem Kloster Maulbronn 13 Ohm und 4 Viertel von ihrer Weinbede in Gündelbach um 46 Pfund 10 Schilling Heller und 40 Pfennige. Siegler ist Graf C(onrad III.) von Vaihingen, Erkinger der Jüngere von Magenheim und die Aussteller. Ausgestellt in Maulbronn.[62]

- 1288: Konrad von Ingersheim übergibt dem Kloster Maulbronn eine Mühle zu Horrheim, die er zu Afterlehen von Berthold von Weißenstein, dieser zu Lehen von Graf Konrad III. von Vaihingen getragen hat, und der Graf freit die Mühle dem Kloster.[63]

- 12. März 1288: Die Brüder Konrad III. und Heinrich, Grafen von Vaihingen, verkaufen mit Zustimmung der geistlichen Richter und des Propstes vom Dreifaltigkeitsstift in Speyer, Egelolf, als des Archidiakons, an Propst Hugo und Kapitel von Denkendorf, das der Kirche von Jerusalem unmittelbar zugehört, ihren Hof in Bietigheim, genannt Fronhof, mit seinen Zugehörden, nämlich zwei Teilen des großen und des kleinen Zehnten, dem Widdum und dem Patronatrecht der Kirche daselbst, dem Fischrecht in der Enz, Äckern, Wiesen, Weiden und Leuten um 630 Pfund Heller, stellen Bürgen für Leistung der Gewährschaft auf Jahr und Tag und versprechen noch darüber hinaus Gewährschaft nach Maßgabe des Rechts. Auf besonderes Verlangen bestätigen sie noch, dass ihnen davon nichts bekannt sei, dass diese Güter von irgendwem Lehen seien. Heinrich verzichtet ausdrücklich auf die Einsprache wegen Minderjährigkeit. Die Siegler sind Graf Konrad III. von Vaihingen, dessen Siegel auch Heinrich mitgebraucht, die geistlichen Richter und der Archidiakon Propst Egelolf von Speyer.[64]

- 16. Oktober 1288: Konrad von Ingersheim, seine Frau und seine Kinder Konrad, Götz, Laudilie und Engelin verkaufen an Benz von der Duben Chorherrn von St. German zu Speyer 30 Schilling ewiger Gült auf der Mühle bei Horrheim, genannt Brendelnes müle, und auf Gärten und Wiesen dabei und widerlegen dem Lehensherrn, dem Edlen Berthold von Stein, die Gült mit einer Wiese bei Horrheim, genannt Ritwise. Sie versprechen für den Fall, dass die Gült von jemand anderem Lehen oder Afterlehen wäre, die Freimachung derselben innerhalb dreier Monate zu erlangen. Siegler ist Graf Konrad III. von Vaihingen. Zeugen sind: unser herre grave Heinrich, her Blicger von Steinach, her Wernher von Sternenfels, her Ulrich von Branburg.[65]

- 16. Oktober 1288: Konrad III. von Gottes Gnaden Graf von Vaihingen beurkundet, dass Herr Konrad von Ingersheim, Ritter, mit Willen seiner Erben an Benz von der Duben, Chorherrn von St. German zu Speyer, 30 Schilling Heller ewiger Gült auf der Brendelnes müle bei Horrheim und auf 2 Wiesen und 2 Gärten dabei um 121/2 Pfund Heller verkauft hat, dass er ferner mit seinen beiden Söhnen Konrad und Götz und seinem Tochtermann dem Gratder die Gült dem Käufer aufgab zu Horrheim an der offenen Straße in Gegenwart des Grafen, Ulrichs von Bromberg und Ludwigs und seines Bruders, dass die vier außer der Zusage der Gewährschaft versprochen haben, vor St. Gallen Tag die Töchter des Verkäufers Laudilie und Engelin zur Auflassung zu bewegen und die Ledigung der Gült vom Lehensherrn zu bewirken. Endlich beurkundet er, dass Laudilie und Engelin seither vor ihm auf ihr Recht verzichtet haben. Siegler ist der Aussteller.[66]

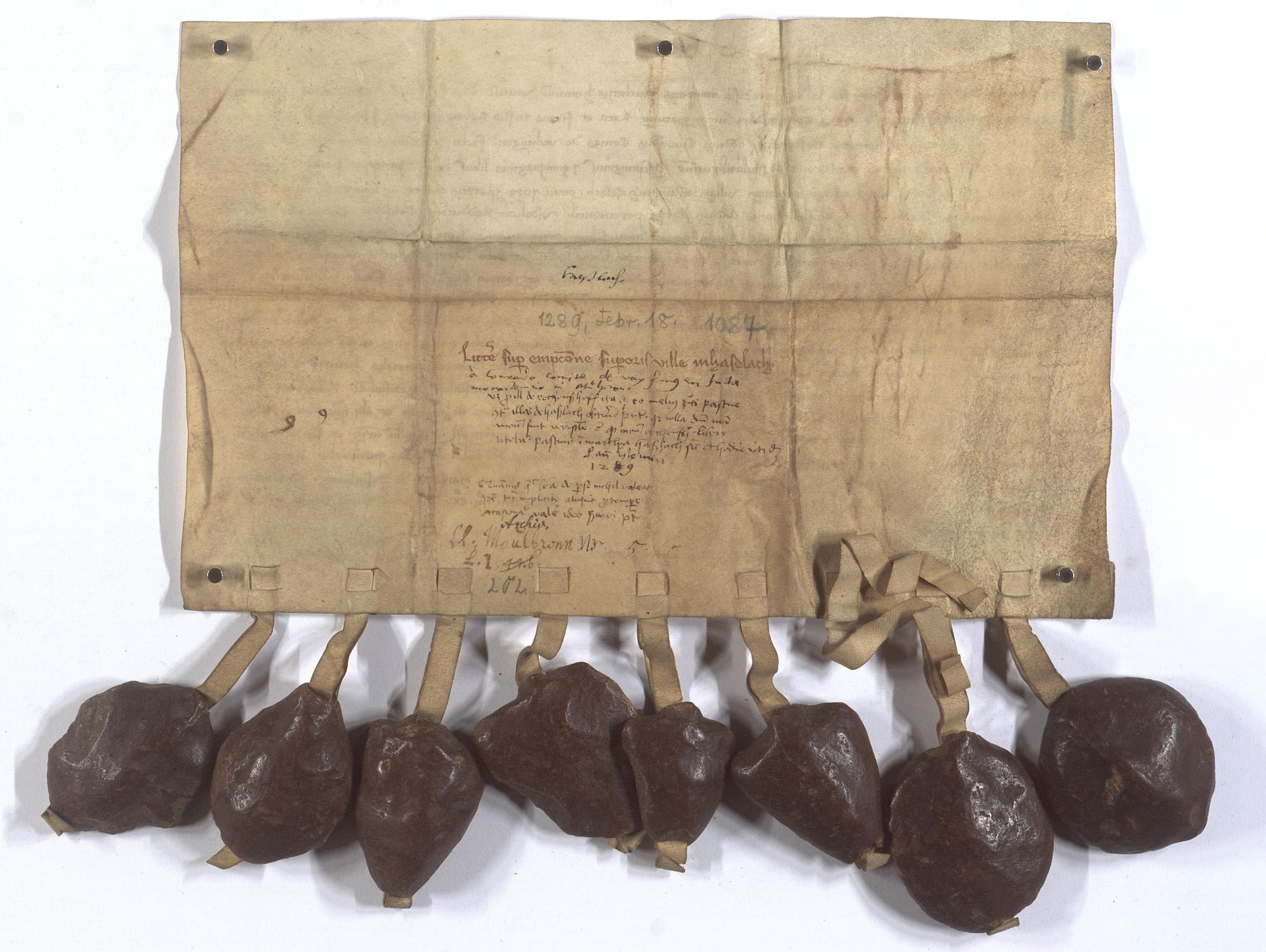
Urkunde vom 18. Februar 1289

- 18. Februar 1289: Graf Konrad III. von Vaihingen verkauft dem Kloster Maulbronn sein Dorf Hohenhaslach mit allen Rechten und Zugehörden um 750 Pfund Heller. Er beurkundet, dass seine Mutter Agnes, sein Bruder Heinrich und seine Schwester Adelheid ihre Zustimmung, die zu dem Verkauf erforderlich war, gegeben und öffentlich in Vaihingen auf königlicher Straße zu Handen der Brüder verzichtet haben. Zeugen: Rabeno dictus Goler advocatus provincialis, Heinricus de Nitperc, Hermannus de Sachsinheim, Albertus de Ni{e}vern, Cunradus de Enzeberg dictus Rummeler, Cunradus marscalcus de Besinkeim, Reimboto iunior de Nitperc, Bertoldus de Massinbach, Gerhardus Pavo de Hornberg milites et universitas villarum in Haselach. Die Siegler sind der Aussteller und die Ritter Ulrich und sein Bruder Erkinger von Magenheim, der Landvogt Rabeno Göler, Heinrich von Neipperg, Hermann von Sachsenheim, Albert von Niefern, Konrad von Enzberg, genannt Rummeler, Konrad der Marschall von Besigheim.[67][29]

- 23. April 1289: Eberhard der Scheerer, der Sohn weiland Pfalzgraf Rudolfs von Tübingen, verkauft dem Kloster Bebenhausen mit Zustimmung seines Bruders, des Grafen Rudolf, alle seine Weinberge in Jesingen mit der Kelterstatt dabei und allen Rechten unter, auf und über der Erde, insbesondere den zugehörigen Vorlehen, ferner seine Vogtei über die Güter des Klosters und die des Albert von Lachen, die das Kloster um 8 Pfund Heller gekauft hat, über die Güter des Albert Munsær von Tübingen bei Lachen, die an das Kloster um 4 Pfund Heller verkauft sind, und über die Äcker und Wiesen zwischen der Rosenau und der Echaz, um 104 Pfund Heller. Siegler sind die Grafen Albert von Hohenberg, Oheim (avunculus) des Ausstellers, und Konrad III. von Vaihingen, der Aussteller und Graf Rudolf von Tübingen … Zeugen waren der Magister Gerlach, der Notar Walther, Friederich von Weil genannt Usel, Burkhart von Lustnau, … Dietrich der Schultheiß von Herrenberg mit seinen Söhnen und Konrad von Wildenau.[68]

- März 1289: Markgraf Hermann von Baden verpfändet dem Kloster Herrenalb um 310 Pfund Heller das Dorf Ellmendingen, das ehemals Graf Konrad III. von Vaihingen, genannt von Neuenbürg, an den Ritter Konrad den Älteren von Remchingen und dessen Sohn Berthold, diese aber an ihn je um dieselbe Summe verpfändet haben, verspricht, die Pfandschaft nie abzulösen, macht aber für den König oder den Besitzer von Neuenbürg, dessen Zubehör das Dorf ist, den Vorbehalt, dass sie um 310 Pfund Heller, die auf einmal zu bezahlen sind, das Dorf zurückkaufen können. Er verpflichtet sich, die Übertragung des Eigentumsrechts vom König mit dessen Handzeichen und Siegel zu erlangen. Sobald er dem Kloster die königliche Urkunde beibringt, hat ihm dieses in Monatsfrist 70 Pfund Heller als Rest der Pfandsumme zu bezahlen und tritt dafür in den Besitz des Dorfes ein. Als Ersatz für vielfache Schädigungen, die er dem Kloster zugefügt hat, überlässt er demselben alle Einkünfte von jetzt bis zur Übertragung des Eigentums, wofür das Kloster auch seiner und seiner Vorfahren allezeit gedenken soll. Siegler ist der Aussteller und sein Bruder Hesso.[69]

- 7. Juni 1291: Graf Konrad III. von Vaihingen, Speyrer Diözese, verleiht mit Zustimmung seines Bruders des Klerikers Heinrich, seiner Mutter und seiner Gemahlin zu Ehren der Jungfrau Maria dem Kloster Bebenhausen die Freiheit auf den Gütern in Haslach, die es von den Edlen Kuno und seinen Brüdern von Stöffeln genannt Muntrop und von dem Ritter Wernher von Neuhausen genannt Tússer gekauft hat, Häuser, Scheunen und Keltern bauen und darin ihren Wein pressen zu dürfen. Siegler sind die Pfalzgrafen Eberhard und Gottfried von Tübingen, der Bruder des Ausstellers und dieser selbst, nobilis viri Ru{o}dolfi de Rozwag, Hermanni de Sahsenhain, Ludwici de Vaihingen militum, Conradi de Remichain, Hugonis de Wiler, scultetorum de Vaihingen et de Horhain, Eberhardi de Tamme et Berth. de Vaihingen testimonio accedente. Ausgestellt in Vaihingen.[70]

- 2. November 1293: Graf Konrad III. von Vaihingen befreit den Spital zu Esslingen vom Zoll in Enzweihingen.[71]

- 1. Mai 1298: Der Kleriker Graf Heinrich I. von Vaihingen überlässt seinem Bruder Konrad III. seinen Teil am Patronatrecht der Kirche in Kleinsachsenheim.[72]

- 18. Dezember 1298: Graf Konrad III. von Vaihingen schenkt mit den Seinen dem Kloster Rechentshofen den Kirchensatz in Kleinsachsenheim.[73]

- 18. November 1299: Graf Konrad III. von Vaihingen bestätigt die Schenkung des ihm lehenbaren Patronatrechts der Kirche in Zuffenhausen durch Ritter Friedrich von Urbach an Graf Eberhard von Württemberg und überträgt seinerseits dem Grafen das Eigentum und alles sonstige Recht daran.[74]

- 25. Mai 1317: Die Grafen von Vaihingen verzichten auf ihre Rechte und Ansprüche an den Gütern, die das Spital in Esslingen dem Kloster Maulbronn verkauft hat.[75]

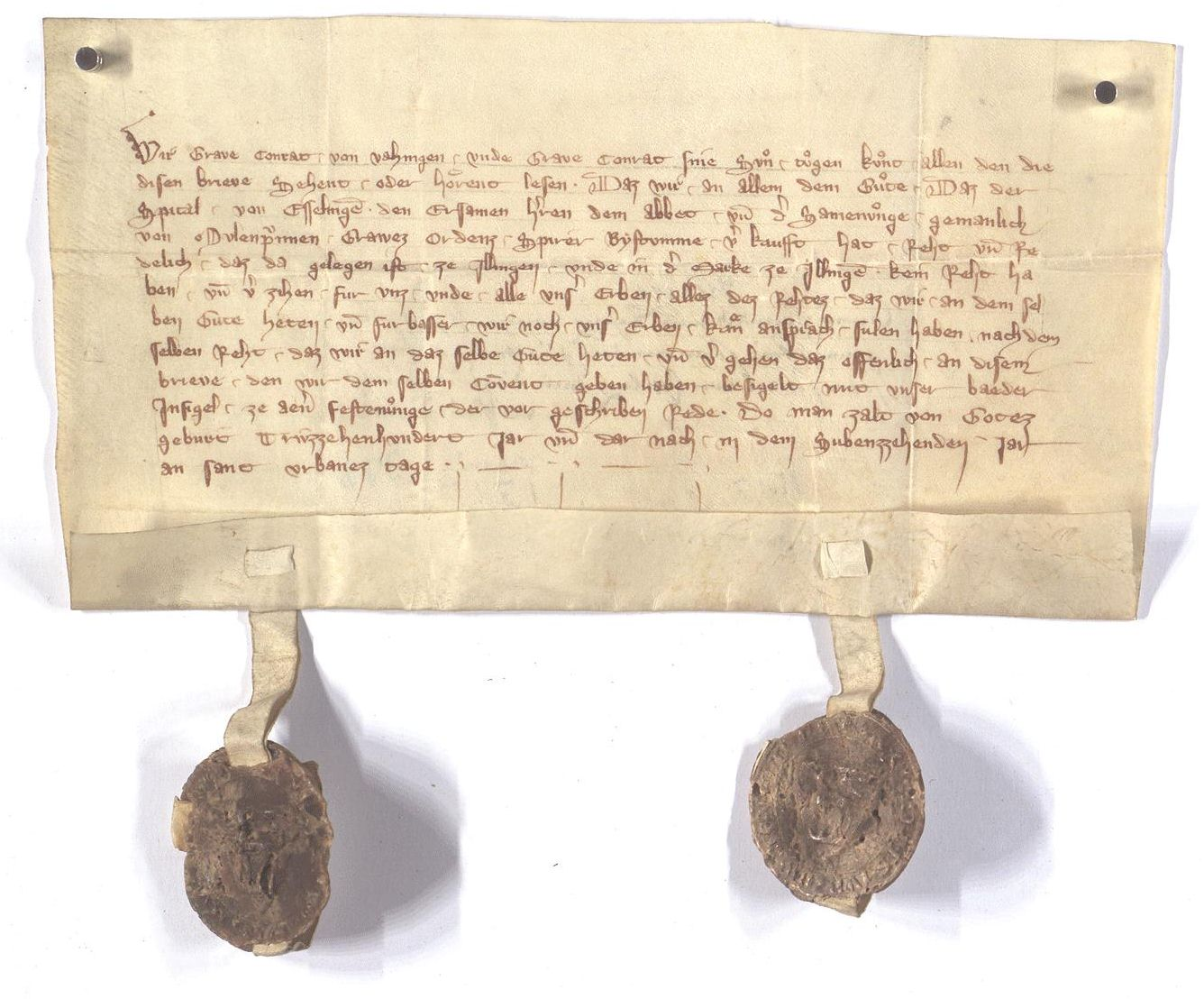
Urkunde vom 25. Mai 1317

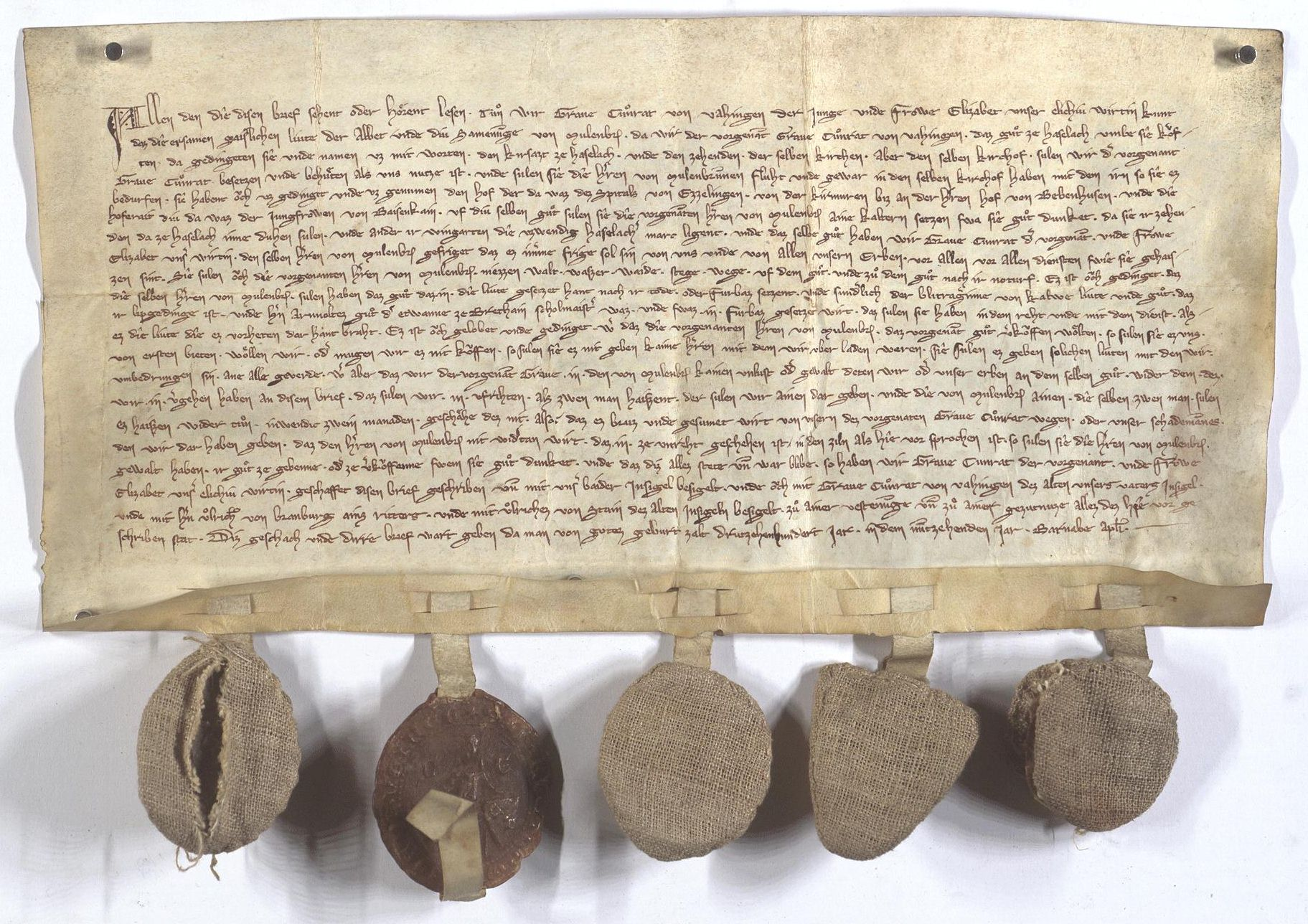
Urkunde vom 11. Juni 1319

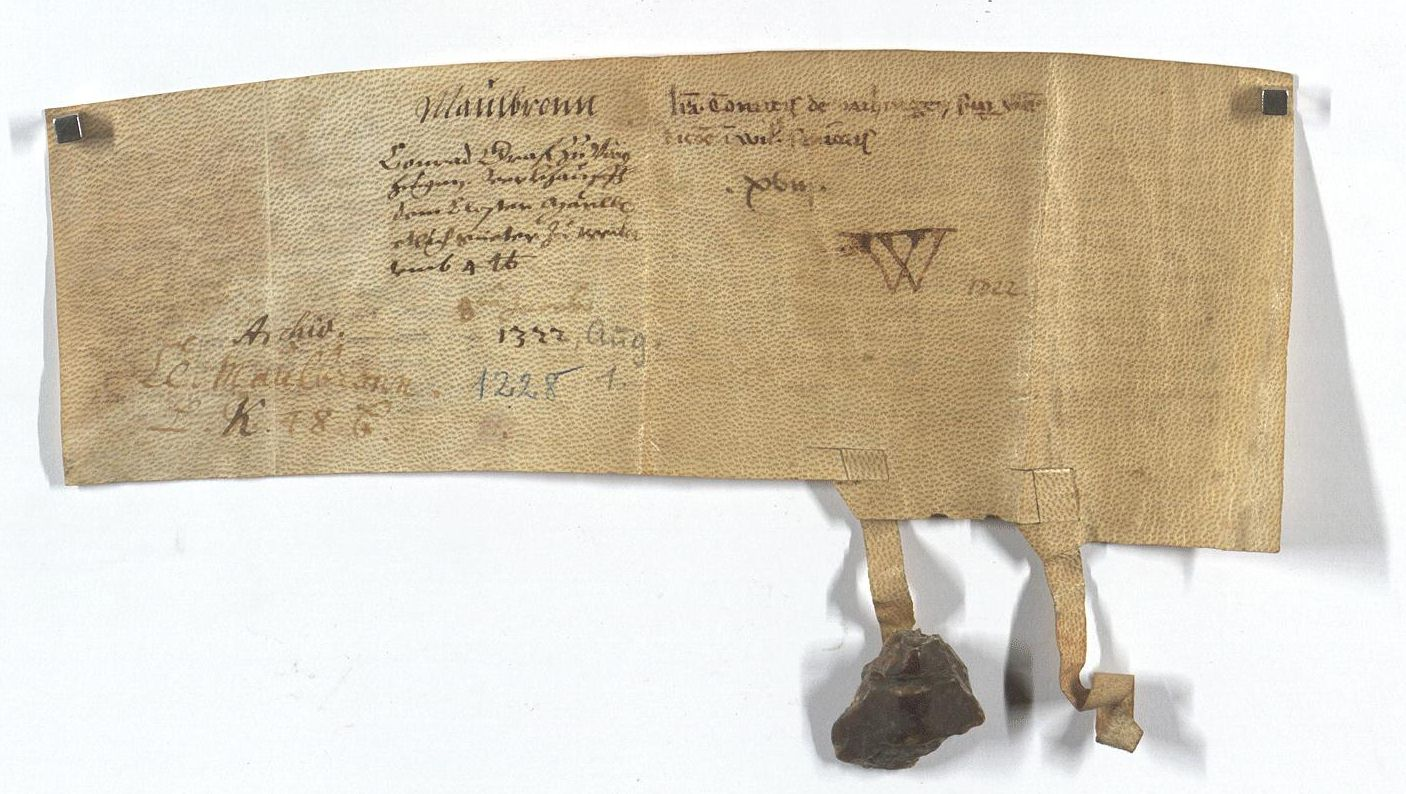
Urkunde vom 1. August 1322

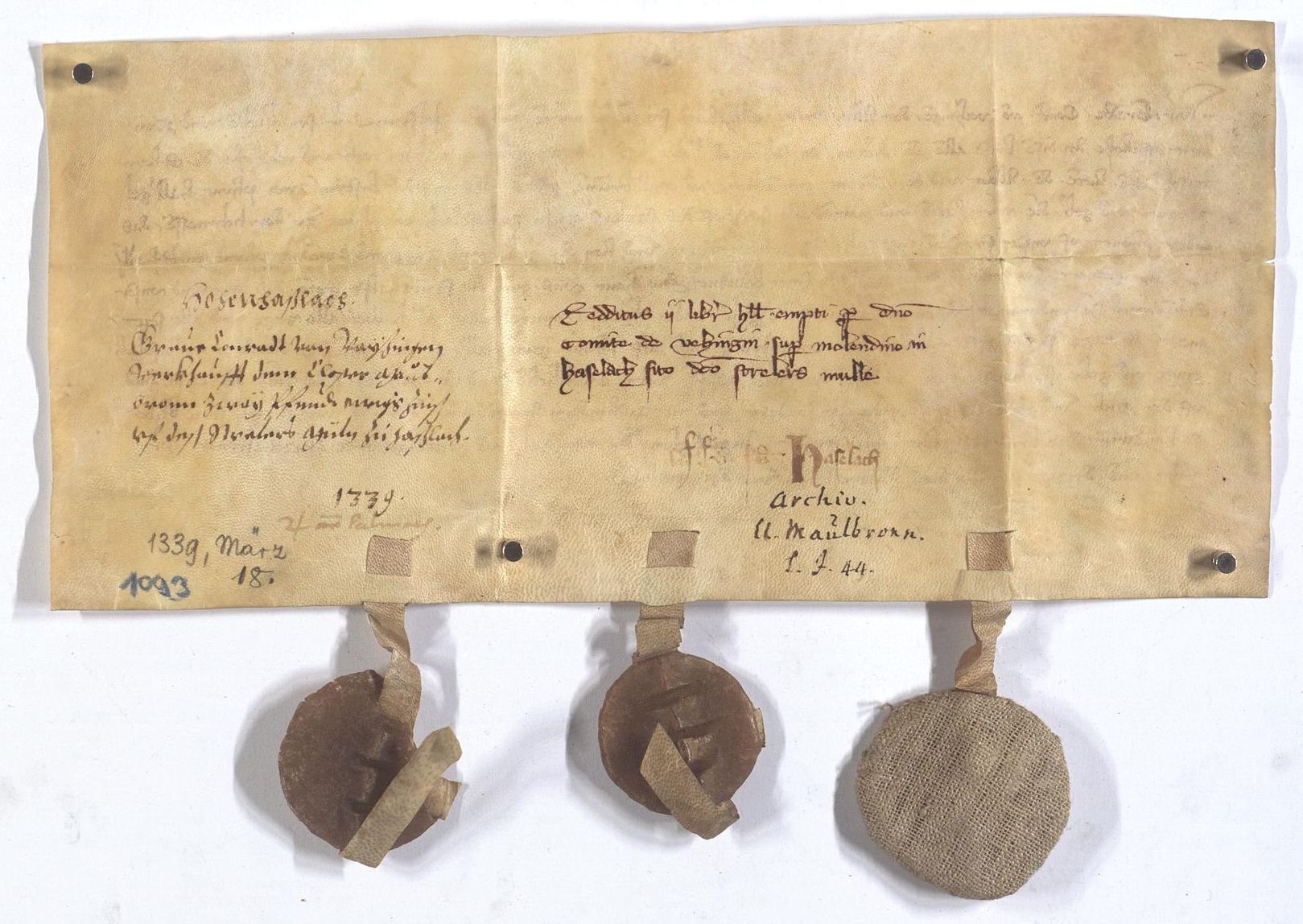
Urkunde vom 18. März 1339

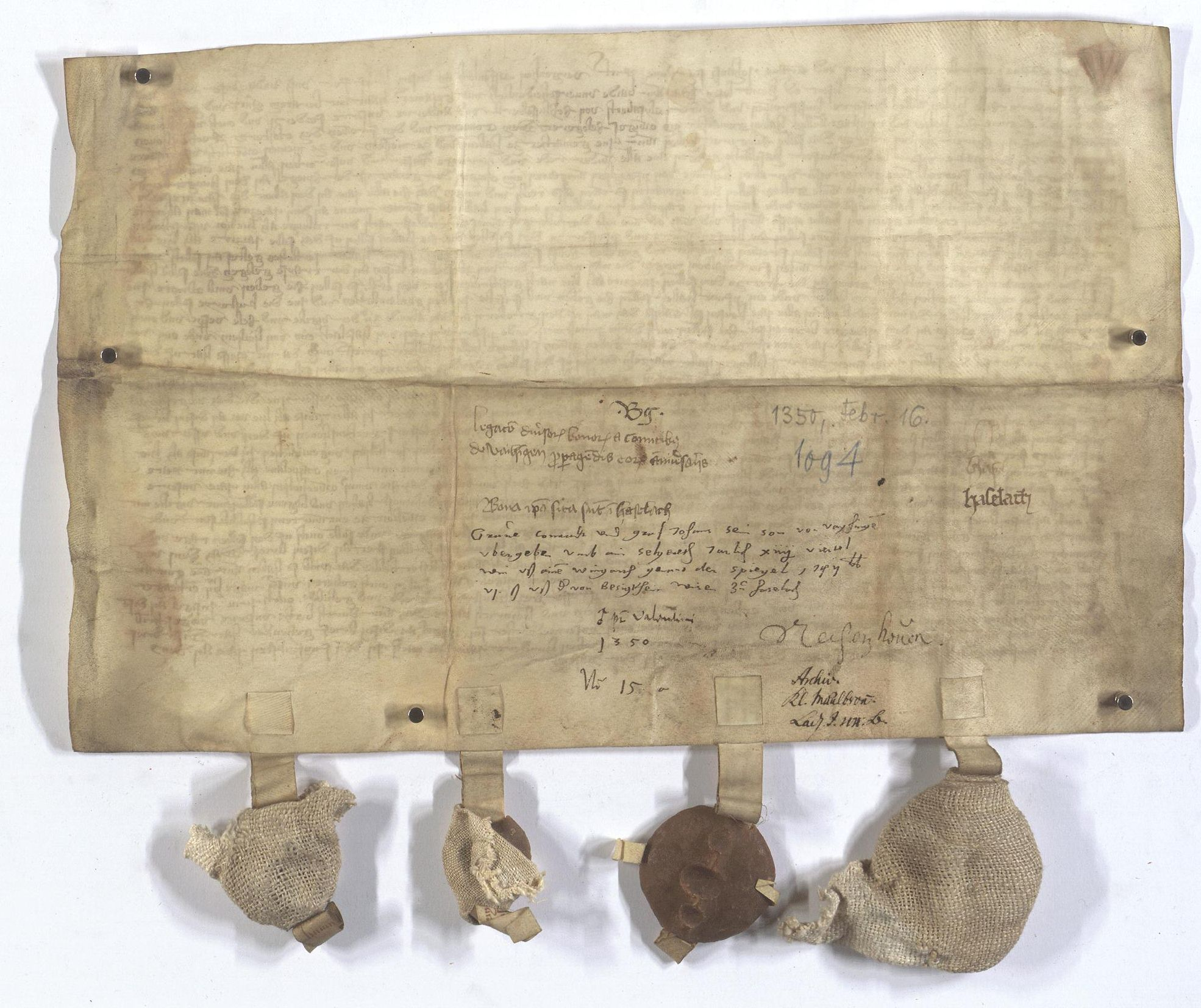
Urkunde vom 16. Februar 1350

### Graf Konrad IV. von Vaihingen
- 1311 belagert Graf Konrad IV. von Vaihingen die Burg Dauseck über dem rechten Enzufer und nimmt sie schließlich dem Grafen Eberhard I. von Württemberg ab.[76]
- 11. Juni 1319: Graf Konrad IV. von Vaihingen und seine Frau Elisabeth (von Schlüsselberg) garantieren dem Abt und dem Konvent des Klosters Maulbronn, dass bei dem ihm verkauften Gut in Hohenhaslach der Kirchensatz und Zehnte ausgenommen seien, die Herren von Maulbronn aber in dem Kirchhof ihre Zuflucht und Gewahrsame sowie andere Freiheiten auf diesem Gut haben sollen.[29]

- 1. August 1322: Konrad IV. von Vaihingen der Ältere verkauft dem Kloster Maulbronn das ihm von Albrecht von Horrheim angefallene Gut zu Weiler.[77]

- 11. November 1323: Konrad IV. von Vaihingen klagt vor dem Hofgericht gegen Bischof Johann von Bamberg. König Ludwig bekundet in Nürnberg, dass vor ihn im Gericht der Edle Konrad von Vaihingen gekommen sei und gegen Bischof Johann und dessen Hochstift um das Erbe seines Schwiegervaters, des Edlen Gottfried von Schlüsselberg sowie um den ihm, seiner Ehefrau und seinen Erben entstandenen Schaden geklagt habe. Dies hat der Bischof verantwortet, da weder er noch sein Hochstift etwas schuldig seien. Weiter hat er vorgebracht, dass ihm deswegen niemand anderes als andere Fürsten im Gericht ein Urteil geben könnten.

Nach diesem Vortrag sind dem Bischof durch Urteil sieben geistliche und weltliche Fürsten gefolgt, die im Gericht beisaßen. Dem Urteil haben aber etliche Grafen und Freie widersprochen, die ebenfalls im Gericht beisaßen. Da kein gemeinsames Urteil zustande gekommen ist, ist er mit seinem Rat über diese Sache gesessen und hat gefunden, dass der Anspruch des von Vaihingen dem Bischof und dessen Hochstift keinen Schaden bringen könne, nachdem Burggraf Friedrich von Nürnberg, Heinrich Küchenmeister von Nortenberg, der Hof(gerichts)schreiber Adolf und Meister Hermann, Pfarrer zu Sankt Sebald in Nürnberg, auf ihren Eid erklärt hatten, dass der verstorbene Kaiser Heinrich (VII.) mit rechtem Gericht und Urteil das Hochstift Bamberg von der vorbezeichneten Klage freigesprochen habe.
Kraft seiner königlichen Gewalt befreit er daher den Bischof und das Hochstift Bamberg mit dieser Urkunde von der Klage. Der König hat die Urkunde bei Abt Friedrich von Ebrach hinterlegt, damit er sie verwahre und für das Hochstift Bamberg bis zur Rückforderung aufbewahre.
Die in der Urkunde erwähnten Fürsten, die das Urteil gefällt haben, sind die folgenden gewesen: die Bischöfe Markward von Eichstätt und Nikolaus von Regensburg, Abt Heinrich von Fulda und der Abt von Ellwangen, die Landgrafen Hermann I. und Otto von Hessen sowie Graf Berthold von Henneberg.
- 1335 wird „Klein-Ulrich“ von Bromberg, vom Grafen Konrad IV. von Vaihingen „in Verbindung mit Berthold von Massenbach, Heinrich von Neipperg und Hans von Gemmingen“ getötet, weshalb dieselben zur Sühne verschiedene Stiftungen an die Frühmesse zu Horrheim machen.[79]

- 10. März 1339: Graf Konrad IV. von Vaihingen verkauft dem Kloster Maulbronn das halbe Dorf Gündelbach für 200 Pfund Heller.[45]

- 18. März 1339: Graf Konrad IV. von Vaihingen, seine Frau Elisabeth und ihr Sohn Johannes verkaufen dem Kloster Maulbronn 2 Pfund Heller jährliche Gült aus des Strelers Mühle in Hohenhaslach.[29]

- 16. Februar 1350: Graf Konrad IV. von Vaihingen und sein Sohn, Graf Johann von Vaihingen, schenken dem Kloster Rechentshofen um ihres Seelenheils und dem ihrer Frau und Mutter Elisabeth von Schlüsselberg von ihrem Besitz in der Gemarkung ihrer beiden Dörfer Hohen- und Niederhaslach 13½ Viertel Weingült aus einem Morgen Weingarten, der der „Spi[e]gel“ heißt und „an dem Hungerberg“ liegt und dazu eine jährliche Gült aus vier Morgen Wiesen.[29]

### Graf Konrad V. von Vaihingen

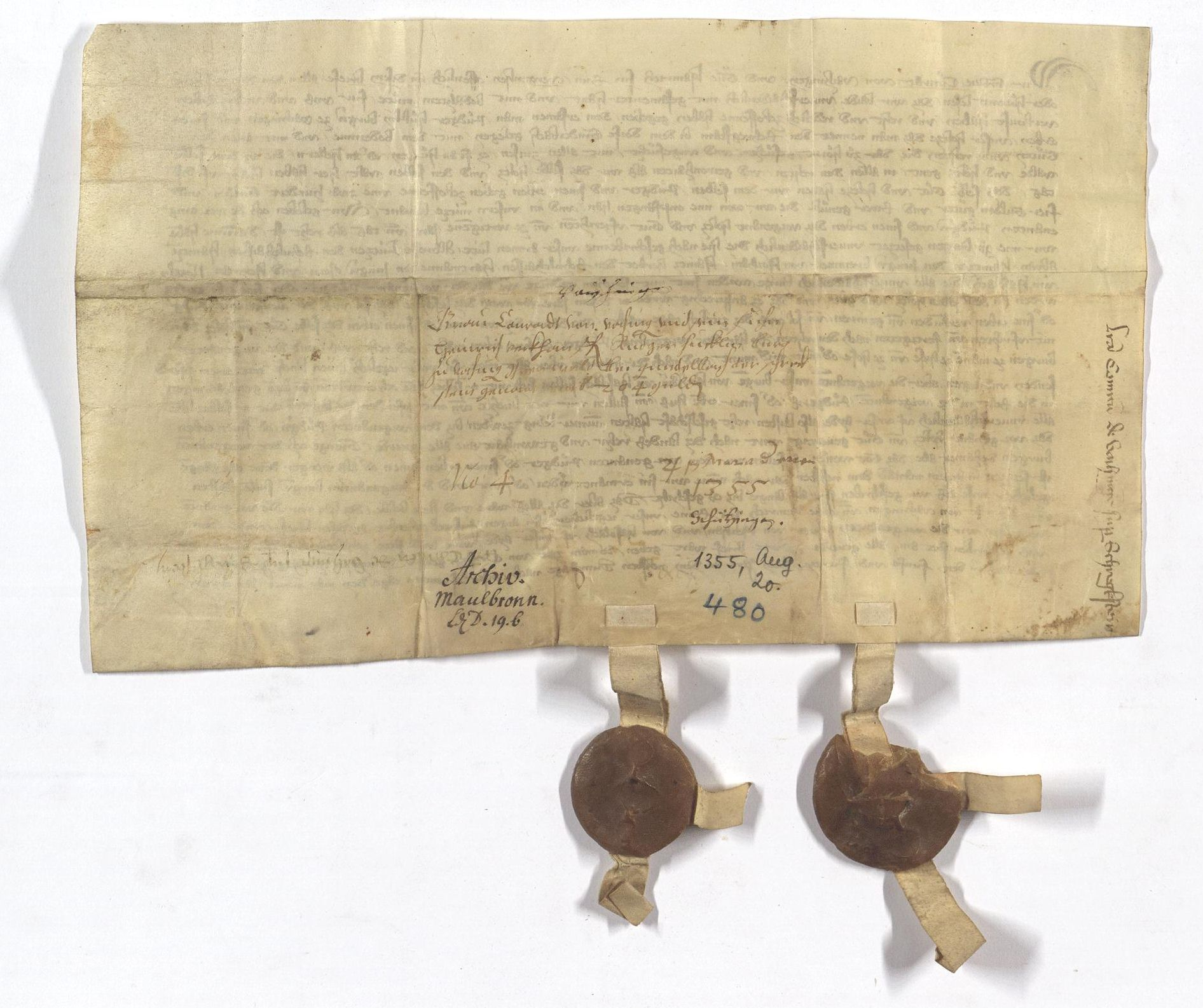
Urkunde vom 20. August 1355

- 31. März 1348: Graf Konrad V. von Vaihingen und sein Bruder Johann verkaufen dem Deutschordensmeister Wolfram von Nellenburg „alle Güter zu Vaihingen, Enzweihingen und Grünwettersbach samt dem Patronatsrecht und den Zehnten“.[80]
- 20. August 1355: Urkunde vom 20. August 1355 Graf Konrad V. von Vaihingen und Graf Heinrich, sein Sohn, verkaufen dem Kloster Maulbronn ihren Wald, der „Scheckstein“ genannt, bei Gündelbach.[81]

### Gräfin Mechthild von Vaihingen-Zollern
- 27. März 1364: „Mechthild von Vaihingen, Graf Friedrichs von Zollern-[Schalksburg] eheliche Wirtin, verkauft an die Grafen Eberhard II., Ulrich IV. und Ulrich ihre Ansprüche von Vaterseite an das Vermächtnis ihres Bruders Graf Heinrich um 7500 Pfund Heller.“[82]

- 17. März 1366: „Eberhard von Sickingen, Propst von St. Trinitatis in Speyer, urkundet, dass die Gräfin Mechthild von Vaihingen, Ehefrau des Grafen Friedrich von Zollern, zu ihrem und ihrer Vorfahren Seelenheil dem Archidiakon auf dem Altar der Jungfrau Maria und des heiligen Johannes des Täufers in der Pfarrkirche Hohenhaslach eine Priesterpfründe mit genau festgelegten Gütern und unter bestimmten Bedingungen übergeben hat.“[83]

- 22. August 1374: Mechthild, Gräfin v. Zollern, geb. von Vaihingen, schenkt Jungfrau Anna von Gemmingen und ihren Schwestern, Klausnerinnen auf dem Baiselsberg, in der Pfarrei Horrheim 4 lb. h. Gült von Gütern zu Horrheim.[84]

## Wichtige Vertreter
- Graf Gottfried von Vaihingen (* vor 1170; † 1234), Stadtgründer von Vaihingen an der Enz